# Перегрів економіки
Перегрів економіки — ситуація в економіці, при якій темпи економічного зростання набувають вибухового непідконтрольного характеру і, поглинувши всі ресурси приватного та державного сектора, близько підходять до межі, при якій подальше стійке зростання себе вичерпує і переходить в рецесію.
Перегріву передують надмірне фінансування економіки: перекредитування, надлишкове вкладення державних коштів, — що призводить до високих (значно вище середніх) темпів зростання економіки, зростанням товарних і фондових ринків через помірну або низьку ціну кредитних грошей. При цьому більшість промислових підприємств майже повністю вичерпують свої ресурси (людські, науково-дослідні, приміщення) і працюють на межі своїх можливостей (люди працюють в декілька змін, у виробництво залучаються приміщення не за призначенням і т.п.). Як наслідок, економічні агенти в передчутті вичерпання державних коштів та наближення рецесії починають вкладати кошти в облігації, акції тощо не виробничого сектору, а наприклад, в нерухомість. 
Серед ранніх симптомів перегріву фінансисти відзначають переінвестування в економічні фонди (товари і обладнання, послуги, капітал), викликане низькою ціною позикових грошей (процентні ставки Центрального банку), або високим споживчим попитом, або міжнародною ринковою кон'юнктурою, або спекулятивним бумом, викликаним новими інвестиційними можливостями в економіці чи окремих галузях. Перегрів економіки може супроводжуватися як інфляцією (зростанням цін), так і дефляцією (падінням цін) залежно від грошової політики Центрального банку (державного емісійного банку).